# ولاية تيميمون
ولاية تيميمون هي ولاية جزائرية تقع في جنوب الجزائر، تحمل عاصمتها نفس الاسم : تيميمون.

## التعريف بالولاية
تيميمون، هي ولاية جزائرية تقع في جنوب الجزائر، تحمل عاصمتها نفس الاسم: مدينة تيميمون ، كانت تتبع ولاية أدرار قبل إصدار رئيس الجمهورية عبد المجيد تبون قرار يقضي باستحداث عشر ولايات في 26 نوفمبر 2019

## لمحة تاريخية عن تيميمون
بنيت تيميمون في واحة تحمل نفس الأسم و المباني الأصلية هي قصور مشيدة بالتراب والطين الأحمر على مرتفع. وهي دائرة جميلة لمن تحتويه من قصور وجميلة في ايام الشتاء. يعود الوجود الفرنسي إلى بداية 1900 و يشهد على هذا ما شيده الفرنسيون في تلك الحقبة كباب السودان، مقر الدائرة و المسجد. كل عام 18 يوما قبل المولد النبوى تقام احتفالات سيدي عمر و هي ثلاثة ايام من البارود في مختلف ساحات القصور.

## التسمية، الموقع، والمناخ

### الموقع
يحدها
- شمالاً: ولاية البيض
- شرقاً: ولاية عين صالح وولاية المنيعة
- جنوباً: ولاية أدرار
- غرباً: ولاية بني عباس

## التنظيم الإداري

### الدوائر
تحتوي ولاية تيميمون على عشرة (10):بلديات هي:
1- بلدية تينركوك
2- بلدية قصر قدور
3- بلدية أولاد سعيد
4- بلدية تيميمون
5- بلدية أولاد عيسى
6- بلدية طلمين
7- بلدية شروين
8- بلدية أوڨروت
9- بلدية دلدول
10- بلدية المطارفة